# Рязанская область
Ряза́нская о́бласть — субъект Российской Федерации в европейской части России, входит в состав Центрального федерального округа.
Административный центр: город Рязань.
На севере граничит с Владимирской областью, на северо-востоке с Нижегородской областью, на востоке с Республикой Мордовия, на юго-востоке с Пензенской областью, на юге с Тамбовской и Липецкой областями, на западе с Тульской областью и на северо-западе — с Московской областью.
Образована 26 сентября 1937 года.
12 марта 1958 года награждена орденом Ленина за успехи, достигнутые в развитии народного хозяйства.

## Физико-географическая характеристика

### География
Рязанская область расположена в центре европейской части России, в понижении между Среднерусской и Приволжской возвышенностями в центральной части Русской равнины. Протянулась на 220 километров с севера на юг и на 259 километров с запада на восток. Расстояние от окружной дороги Москвы до границы области — 147 км. Время в регионе — московское (UTC+3).

### Рельеф и геология

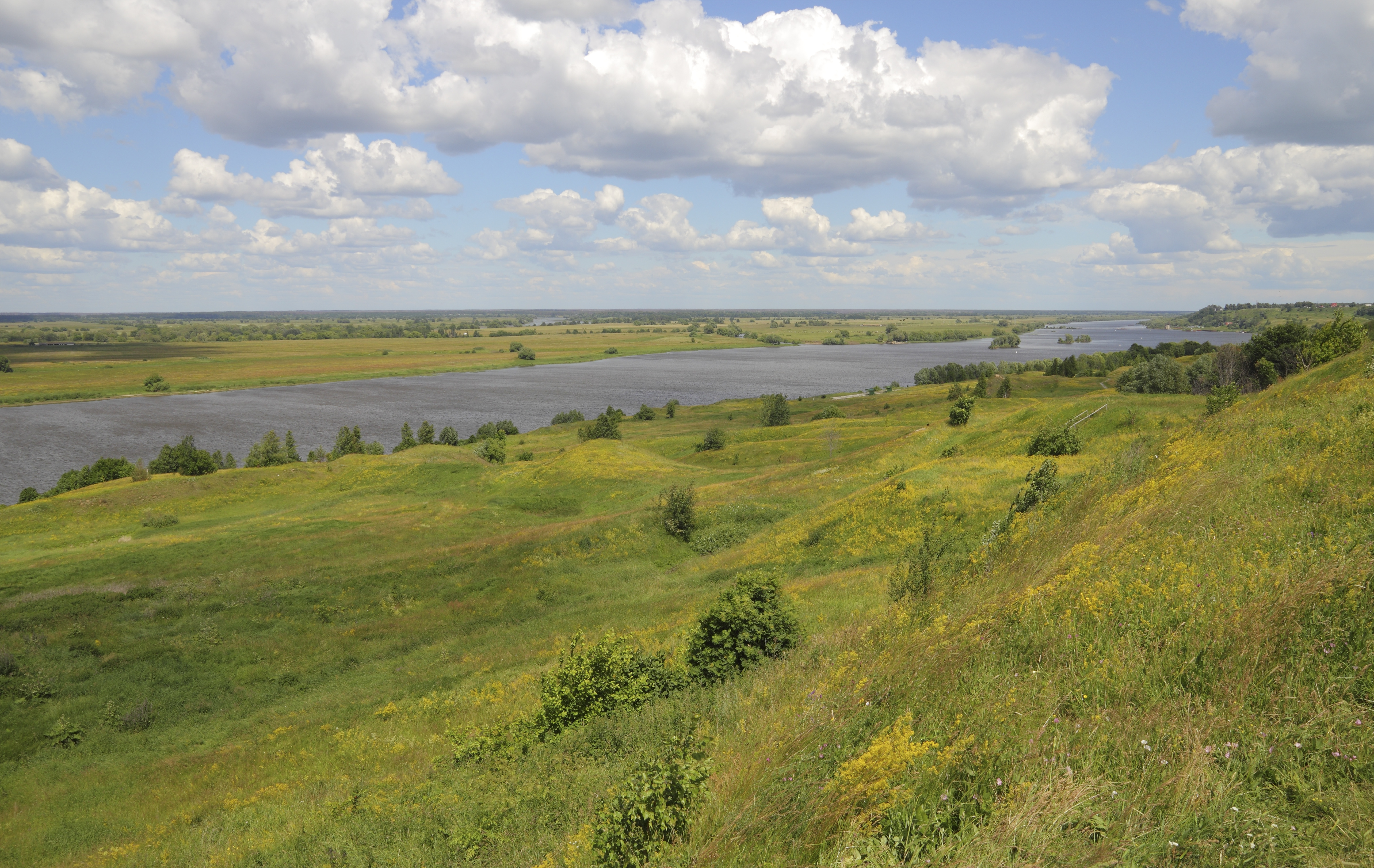
Высокий берег Оки около села Константиново (Рыбновский район)

В северной части — Мещёрская низменность (120—125 м), рассечённая вдоль границы с Владимирской областью Касимовской моренной грядой (130—136 м), в Касимовском районе гряда заканчивается на тектоническом Окско-Цнинском валу (высшая точка 171 м), протянувшемся через всю восточную часть области в меридиональном направлении, на юго-западе — отроги Среднерусской возвышенности (высота до 236 м). Самая низкая высотная отметка находится на берегу Оки у границы с Владимирской областью — 76 метров.

### Полезные ископаемые
На увлажнённом равнинном севере региона и восточнее рек Мокши и Цны залегают значительные запасы высококачественного торфа. Разведано 1062 месторождения с общими запасами в 222 млн тонн.
В недрах юго-западной части области залегают пласты бурого угля подмосковного угольного бассейна. Разведано 23 месторождения бурого угля с общими запасами в 301,6 млн тонн. Крупнейшие доступные запасы находятся в Скопинском районе. Добыча угля велась с середины XIX века (в 1903 году копи выработали более 144 тыс. тонн топлива) и полностью прекращена в 1989 году.
Запасы сапропеля в 52 водоёмах составляют 81 млн м³.
В регионе разведаны месторождения фосфоритов, гипса, бурого железняка (невысокого качества в районе Касимова), стекольные и кварцевые пески в Милославском и Касимовском районах.
Из нерудных ископаемых можно выделить 25 месторождений глин и суглинков (запасы 160 млн м³), 19 месторождений песков строительных (116 млн м³), 4 месторождения карбонатных пород для строительной извести (118 тыс. м³), цементных известняков в Михайловском районе, месторождения мергеля.

### Климат
Климат умеренно континентальный. Средняя температура января −10,6 °С, июля +19,7 °С. Осадков около 550 мм в год, максимум летом, 25—30 % всех осадков выпадает в виде снега. Вегетационный период длится около 180 дней. В регионе шесть метеорологических станций Росгидромета (текущая погода по станциям). Продолжительность отопительного сезона 212 суток.

### Гидрография
Бо́льшая часть рек принадлежит к бассейну Волги. Главная река области — Ока с притоками Пра, Гусь, Проня (с Рановой), Парой, Мокшей (с Цной). На юге области — истоки реки Воронеж (бассейна Дона).
В Мещёрской низменности много озёр. Выделяется крупная группа Клепиковских озёр (Великое, Иванковское, Шагара, Белое и др.). По берегам Оки множество озёр-стариц.

### Почвы
К северу от Оки преобладают супесчаные подзолисто-болотные с участками торфяно-болотных почв, на востоке за поймами глинистые дерново-подзолистые, в южной части области преобладают серые лесные почвы и оподзоленные чернозёмы и выщелоченные на лёссовидных суглинках. Обширные зоны аллювиально-луговых почв в долинах рек особенно благоприятны для молочного скотоводства. На юге области встречаются участки тучных чернозёмов.

### Растительность
Рязанская область расположена в подтаёжной (левобережье Оки) и лесостепной (правобережье Оки) зонах. Леса занимают около 1/3 территории, они сосновые на северо-западе, широколиственно-сосновые на севере и юго-востоке. На юго-западе располагаются участки широколиственных лесов. На крайнем юго-западе — степная растительность.
Общая площадь лесного фонда — 1053 тыс. га, в том числе хвойных пород — 590 тыс. га. Общий запас древесины составляет 130 млн м³, расчётная лесосека составляет 1,333 млн м³.
По берегам Оки, Мокши и Цны растёт более 1 млн м³ дуба.

### Животный мир
Сохранились лось, кабан, лисица обыкновенная, заяц-русак, бобр, обыкновенная белка, сони, олени (пятнистый, благородный), косуля, кроты, степной хорь, выдра, енотовидная собака, норка европейская, норка американская, чёрный хорь, летучие мыши, ежи, куницы, бурозубки, малая белозубка, волк, медведь бурый, заяц-беляк, барсук, русская выхухоль, рысь, ласка, горностай, ондатра и другие.
Из грызунов — мыши, крысы, полёвки, сони, крапчатый суслик, обыкновенный хомяк, большой тушканчик, летяга.  
Из птиц — чирки (трескунок и свистунок), кряква, серая утка, сокол, ястреб, орёл, орлан-белохвост, дрозды, дятлы, совы, соловьи, голуби, горлицы, коростели, чайки, чибисы, воробьи (полевой и домовый), ворон, серая ворона, грачи, галки, зяблики, щегол, стрижи, ласточки, козодой, сороки, сойки, иволги, свиристели, вальдшнеп, кулики, гуси, чёрный и белый аисты, цапля, снегири, синицы, перепела, куропатки.

### Охрана природы
На территории Рязанской области 103,5 тыс. га особо охраняемых природных территорий, в том числе: Мещёрский национальный парк, Окский заповедник, 47 заказников, 57 памятников природы.

### Экология
Одна из важнейших экологических проблем — периодические лесо-торфяные пожары в северо-восточных районах региона. Высокая концентрация загрязнений промышленного происхождения в воздухе Рязани, Михайлова и Скопина.
На юго-западных территориях области выпали радиоактивные осадки, распространившиеся от аварии на Чернобыльской АЭС. Эти места сегодня являются зоной проживания с льготным социально-экономическим статусом.

## История
На территории Рязанской области находятся верхнепалеолитические стоянки Шатрище-1 и Шатрище-2. К неолиту относятся захоронения на озере Шагара. Эпоха бронзы представлена племенами индоевропейских скотоводов фатьяновской культуры.
До прихода славян в восточной части территории Рязанской области жили финские племена городецкой культуры — мещера и мурома, память о которых сохранились во многих мещёрских топонимах. На средней Оке в III—IV веках появляется культурой рязано-окских могильников. В V веке начинается распространение рязано-окских тенденций в ареал городецко-дьяковских племён.

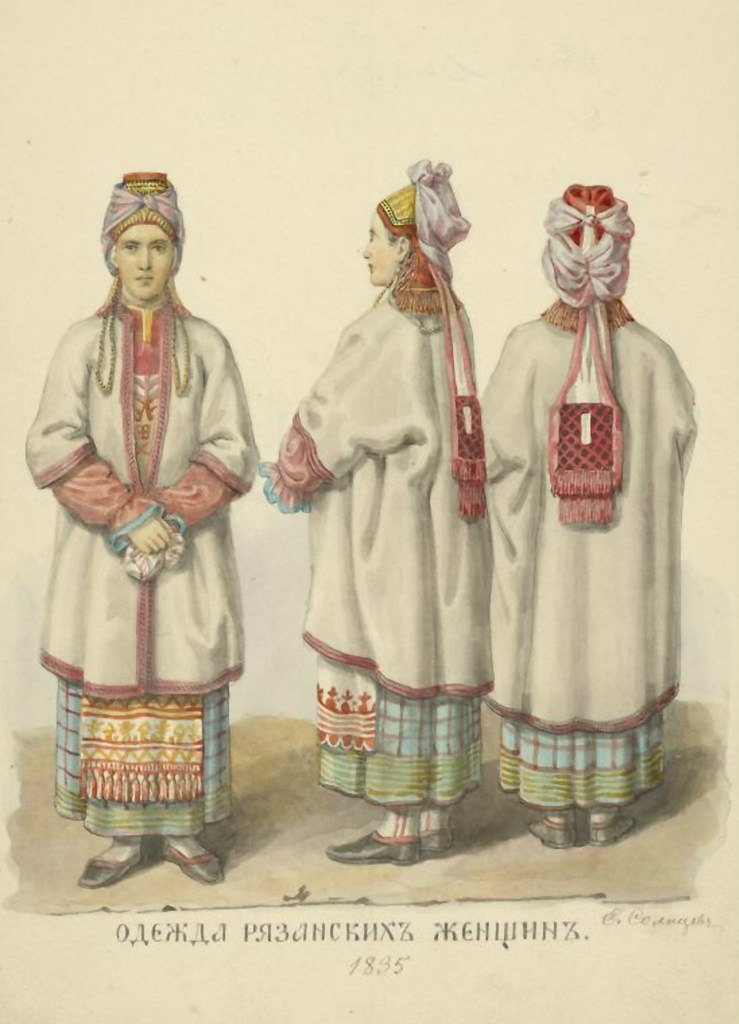
Фёдор Солнцев. Одежда рязанских женщин. 1835 год

Славянские племена, в первую очередь вятичи, пришли на Оку в районе VI века, платя дань хазарам. Уже в VII—VIII веках вокруг будущей Рязани была основана целая сеть поселений — городищ и селищ. Крупнейшие из них — Борковское, Глебовское, Борисо-Глебовское, Храповское, Секиотовское, Сысоевское, Хамбушевское, Дядьковское, Льговское. Как основу хозяйства вятичи заложили пашенное земледелие.
Рязанщина — один из старейших центров Древней Руси. При князе Святославе земли в Поочье были включены в состав Русского государства, но после его распада оказались в составе Черниговского княжества. Затем здесь сформировалось могущественное Рязанское княжество, правитель которого получил титул Великого князя. Центром государства являлся город Рязань, уничтоженный во время монгольского нашествия. Позднее столица переносится выше по течению Оки, в город Переяславль-Рязанский. Рязанское княжество на протяжении сотен лет являлось юго-восточным форпостом русских земель, отражая многочисленные набеги кочевников и завоевателей.
В 1521 году Рязанское княжество входит в состав русского государства как Рязанский уезд. В XVI веке на территории Рязанщины селятся касимовские татары, которым предоставляется собственная автономия: Касимовское ханство. В 1708 году область входит в состав Московской губернии как отдельный уезд, а при Екатерине II образуется самостоятельная территориальная единица — Рязанская губерния с центром в Переяславле Рязанском, получившим новое имя в честь древней столицы княжества — Рязань.
В XIX веке здесь прокладываются железные дороги.
Современная Рязанская область создаётся в 26 сентября 1937 года.

## Население
Численность населения
Численность населения области по данным Росстата составляет 1 074 402 чел. (2025). Плотность населения — 27,13 чел./км² (2025). Городское население — 
72,97 % (2022).
Демография
Всё и городское население (его доля) по данным всесоюзных и всероссийских переписей:
При сохранении прежней динамики численности населения Рязанская область рискует стать моноцентрическим регионом наряду с Магаданской, Омской, Новосибирской и Ярославской областью, где более половины населения проживает в областном центре.

### Национальный состав
| Год переписи                   | 1989             | 2002               | 2010               |
| ------------------------------ | ---------------- | ------------------ | ------------------ |
| Лица, указавшие национальность | 1347753 (100 %)  | ↘ 1214693 (100 %)  | ↘ 1079695 (100 %)  |
| Русские                        | 1295324 (96,1 %) | ↘ 1161447 (95,6 %) | ↘ 1026919 (95,1 %) |
| Украинцы                       | 15542 (1,1 %)    | ↘ 12671 (1,0 %)    | ↘ 8894 (0,8 %)     |
| Мордва                         | 8528 (0,6 %)     | ↘ 7252 (0,6 %)     | ↘ 5564 (0,5 %)     |
| Армяне                         | 927 (0,1 %)      | ↗ 4458 (0,4 %)     | ↗ 5549 (0,5 %)     |
| Татары                         | 4922 (0,4 %)     | ↗ 5569 (0,3 %)     | ↘ 4941 (0,5 %)     |
| Азербайджанцы                  | 1777 (0,1 %)     | ↗ 2939 (0,2 %)     | ↗ 3652 (0,3 %)     |
| Узбеки                         | 749 (0,1 %)      | ↗ 750 (0,1 %)      | ↗ 3278 (0,3 %)     |
| Другие национальности          | 19984 (1,5 %)    | ↘ 19607 (1,6 %)    | ↗ 20898 (1,9 %)    |

По итогам переписи населения 2020 года проживали следующие национальности (национальности менее 0,1 % и другое, см. в сноске к строке «Другие»):
| Национальность | Численность, чел. | Доля     |
| -------------- | ----------------- | -------- |
| Русские        | 838 322           | 76,02 %  |
| Армяне         | 4583              | 0,42 %   |
| Украинцы       | 3628              | 0,33 %   |
| Татары         | 3071              | 0,28 %   |
| Таджики        | 3000              | 0,27 %   |
| Узбеки         | 2976              | 0,27 %   |
| Азербайджанцы  | 2487              | 0,23 %   |
| Киргизы        | 2328              | 0,21 %   |
| Мордва         | 2328              | 0,21 %   |
| Цыгане         | 2146              | 0,19 %   |
| Другие         | 237 941           | 21,57 %  |
| Итого          | 1 102 810         | 100,00 % |

## Административно-территориальное деление
Легенда карты:
|  | Более 500000 жителей |
|  | 10000—50000 жителей  |
|  | 5000—10000 жителей   |
|  | 1500—5000 жителей    |

Административно-территориальное устройство
Согласно Уставу области и Закону «Об административно-территориальном устройстве Рязанской области», субъект РФ включает следующие административно-территориальные единицы:
- 4 города областного значения (Рязань, Касимов, Сасово, Скопин)
- 25 районов.

Муниципальное устройство
В рамках муниципального устройства области, в границах административно-территориальных единиц Рязанской области всего образовано 307 муниципальных образований (по состоянию на 1 января 2016 года):
- 4 городских округа
- 25 муниципальных районов
  - 29 городских поселений
  - 249 сельских поселений

Города областного значения (городские округа) и районы (муниципальные районы)
| №   | Герб | Название                 | Административный центр | Площадь, км² | Население, чел. | Плотность населения, чел./км² |
| --- | ---- | ------------------------ | ---------------------- | ------------ | --------------- | ----------------------------- |
| I   |      | г. Касимов               | г. Касимов             | 31,6         | ↘ 27 537        | 868,7                         |
| II  |      | г. Рязань                | г. Рязань              | 224,2        | ↘ 520 509       | 2322                          |
| III |      | г. Сасово                | г. Сасово              | 23,8         | ↘ 20 847        | 875,9                         |
| IV  |      | г. Скопин                | г. Скопин              | 30,9         | ↘ 24 394        | 789,4                         |
| 1   |      | Александро-Невский район | пгт Александро-Невский | 833          | ↘ 10 428        | 12,5                          |
| 2   |      | Ермишинский район        | пгт Ермишь             | 1 342        | ↘ 6 377         | 4,8                           |
| 3   |      | Захаровский район        | с. Захарово            | 986          | ↘ 7 676         | 7,8                           |
| 4   |      | Кадомский район          | пгт Кадом              | 986          | ↘ 7 264         | 7,4                           |
| 5   |      | Касимовский район        | г. Касимов             | 2 969        | ↘ 26 914        | 9,1                           |
| 6   |      | Клепиковский район       | г. Спас-Клепики        | 3 235        | ↘ 20 755        | 6,4                           |
| 7   |      | Кораблинский район       | г. Кораблино           | 1 171        | ↘ 21 723        | 18,6                          |
| 8   |      | Милославский район       | пгт Милославское       | 1 397        | ↘ 10 602        | 7,6                           |
| 9   |      | Михайловский район       | г. Михайлов            | 1 841        | ↘ 31 192        | 16,9                          |
| 10  |      | Пителинский район        | пгт Пителино           | 953          | ↘ 4 600         | 4,8                           |
| 11  |      | Пронский район           | пгт Пронск             | 1 070        | ↘ 29 852        | 27,9                          |
| 12  |      | Путятинский район        | с. Путятино            | 1 008        | ↗ 7 081         | 7                             |
| 13  |      | Рыбновский район         | г. Рыбное              | 1 407        | ↘ 38 941        | 27,7                          |
| 14  |      | Ряжский район            | г. Ряжск               | 1 019        | ↘ 27 638        | 27,1                          |
| 15  |      | Рязанский район          | г. Рязань              | 2 170        | ↗ 63 439        | 29,2                          |
| 16  |      | Сапожковский район       | пгт Сапожок            | 960          | ↘ 8 943         | 9,3                           |
| 17  |      | Сараевский район         | пгт Сараи              | 2 117        | ↘ 14 373        | 6,8                           |
| 18  |      | Сасовский район          | г. Сасово              | 1 819        | ↗ 15 958        | 8,8                           |
| 19  |      | Скопинский район         | г. Скопин              | 1 736        | ↘ 26 526        | 15,3                          |
| 20  |      | Спасский район           | г. Спасск-Рязанский    | 2 684        | ↘ 24 415        | 9,1                           |
| 21  |      | Старожиловский район     | пгт Старожилово        | 1 007        | ↘ 15 533        | 15,4                          |
| 22  |      | Ухоловский район         | пгт Ухолово            | 956          | ↘ 8 122         | 8,5                           |
| 23  |      | Чучковский район         | пгт Чучково            | 896          | ↘ 6 634         | 7,4                           |
| 24  |      | Шацкий район             | г. Шацк                | 2 400        | ↘ 20 266        | 8,4                           |
| 25  |      | Шиловский район          | пгт Шилово             | 2 390        | ↘ 34 446        | 14,4                          |

## Населённые пункты
Населённые пункты с численностью населения более 4 тысяч человек
| Рязань        | ↘519 315 |
| Касимов       | ↘27 821  |
| Скопин        | ↘24 055  |
| Сасово        | ↘21 220  |
| Рыбное        | ↗21 200  |
| Ряжск         | ↘20 197  |
| Новомичуринск | ↘16 752  |
| Шилово        | ↘13 598  |

| Михайлов         | ↘10 085 |
| Кораблино        | ↘10 084 |
| Лесной           | ↘7609   |
| Поляны           | ↘6371   |
| Октябрьский      | ↗5870   |
| Шацк             | ↘5791   |
| Спасск-Рязанский | ↘5705   |

| Тума         | ↘5350 |
| Кадом        | ↘5031 |
| Старожилово  | ↘4935 |
| Сараи        | ↘4902 |
| Пронск       | ↗4757 |
| Спас-Клепики | ↘4591 |
| Милославское | ↘4180 |

## Управление
1-е секретари областного комитета
- 05.07.1938 — 25.09.1943 — Тарасов, Степан Никонович
- 25.09.1943 — 20.04.1948 — Марфин, Алексей Ильич
- 20.04.1948 — 18.11.1948 — Малов, Сергей Иванович
- 18.11.1948 — 22.09.1960 — Ларионов, Алексей Николаевич
- 30.09.1960 — 12.01.1967 (c 15.01.1963 по 15.12.1964 — Сельский областной комитет) — Гришин, Константин Николаевич
- 18.01.1963 — 15.12.1964 (Промышленный областной комитет) — Бордылёнок, Николай Андреевич
- 12.01.1967 — 14.12.1985 — Приезжев, Николай Семёнович
- 14.12.1985 — 19.06.1987 — Смольский, Павел Александрович
- 19.06.1987 — .08.1991 — Хитрун, Леонид Иванович

Председатели Организационного комитета ВЦИК
- .09.1937-? — Морозов, Ефим Никифорович
- 1939-? — Соколов, Иван Иванович

Председатели Исполнительного комитета Рязанского областного Совета
- 1941—1945 — Мамонов, Фёдор Антонович
- 1946—1948 — Рыжов, Александр Фёдорович
- 1948—1952 — Сметанин, Павел Игнатьевич
- 1955 — 01.1961 — Бобков, Иван Васильевич
- 01.1961 — 12.1964 (с 12.1962 по 12.1964 — Промышленный областной Совет) — Верушкин, Николай Андреевич
- 12.1962 — 01.1967 (с 12.1962 по 12.1964 — Сельский областной Совет) — Приезжев, Николай Семёнович
- 01.1967 — 06.1977 — Макаров, Александр Тимофеевич
- 06.1977 — 1986 — Жирков, Василий Григорьевич
- 12.1988 — 03.1990 — Башмаков, Лев Полиевктович
- 03.1990 — 08.1991 — Калашников, Валерий Васильевич

Губернаторы
- 25.09.1991 — 25.01.1994 — Башмаков, Лев Полиевктович
- 25.01.1994 — 15.10.1996 — Меркулов, Геннадий Константинович
- 15.10.1996 — 06.01.1997 — Ивлев, Игорь Александрович
- 06.01.1997 — 12.04.2004 — Любимов, Вячеслав Николаевич
- 12.04.2004 — 12.04.2008 — Шпак, Георгий Иванович
- 12.04.2008 — 14.02.2017 — Ковалёв, Олег Иванович
- 14.02.2017 — и. о. Любимов, Николай Викторович
- 18.09.2017 — 10.03.2022 — Любимов, Николай Викторович
- С 10.03.2022 — и.о. Малков, Павел Викторович[24]
- 11.09.2022 —  Малков, Павел Викторович

## Экономика

### Экономические показатели
По вкладу в ВВП региона на 2005 год (84,8 млрд руб.) выделяются: обрабатывающие производства — 22,6 %, производство и распределение электроэнергии, газа, воды — 5,9 %, оптовая и розничная торговля — 19,7 %, сельское хозяйство — 12,8 %, транспорт и связь — 12,3 %.
Объём валового регионального продукта (в основных ценах) за 2006 год составил 103,2 млрд руб.: 29,7 % — промышленное производство, 19,5 % — оптовая и розничная торговля, ремонт автотранспортных средств, мотоциклов, бытовых изделий и предметов личного пользования, 12,7 % — транспорт и связь, 12,0 % — сельское хозяйство, охота и лесное хозяйство, 5,3 % — строительство. В структуре валового регионального продукта удельный вес сферы материального производства составляет 47 %, сферы услуг — 53 %.

### Внешнеторговый оборот
Внешнеторговый товарооборот Рязанской области в 2008 году составил свыше 3,5 млрд долларов, что в 1,8 раза превышает соответствующий показатель 2007 года. Свыше 83 % этой суммы приходится на экспорт. По стоимостному объёму среди экспортируемых товаров лидируют: продукция топливно-энергетического комплекса (газ и другие нефтепродукты), машино-, станко- и приборостроения, чёрной и цветной металлургии, кожевенной промышленности. В настоящее время область торгует с 80 государствами ближнего и дальнего зарубежья. Среди стран — потребителей продукции основными партнёрами являются: Нидерланды (28 %), США (23 %), Латвия (13 %), Эстония, Сингапур и Италия по 5 %.
Внешнеторговый оборот Рязанской области в 2015 году составил 871,7 млн долларов. По сравнению с 2014-м сумма сократилась на 19,5 %

### Банковская деятельность
Банковский сектор Рязанской области, по данным на 25 апреля 2019 года, представлен девятнадцатью филиалами, головные банки которых находятся за пределами региона, в их число входит АО «Россельхозбанк», представленный в регионе 20 отделениями Банка в 17 областях. Рязанский региональный филиал был открыт в 2002 году. За 17 лет работы в экономику области было вложено более 103 млрд рублей, из них более 85 млрд рублей в АПК. Общий кредитный портфель Рязанского филиала РСХБ на 25 апреля 2019 года превышает 23,5 млрд рублей. Услугами банка пользуется более 138 тысяч клиентов.
В регионе представлены крупные самостоятельные кредитные организации.(«Прио-Внешторгбанк», «Муниципальный банк им. С. Живаго», «Ринвестбанк», «Вятич»), 25 филиалов Сбербанка России

### Промышленность
Область является старопромышленным регионом с многоотраслевым комплексом. Главные промышленные центры — города Рязань, Михайлов, Скопин, Касимов, Сасово.
В отраслевой структуре промышленного производства бо́льшая доля приходится на машиностроение и металлообработку, значительные доли составляют нефтепереработка, электроэнергетика, производство строительных материалов и пищевая промышленность. Важнейшие отрасли — нефтепереработка и электроэнергетика.
Среди крупнейших предприятий региона — Акционерное общество «Рязанская нефтеперерабатывающая компания» (АО «РНПК»), с мощностью переработки в 18,8 млн тонн нефти в год. Завод производит высококачественные автомобильные и прямогонные бензины, дизельные топлива, авиационный керосин, котельные топлива (мазуты), дорожные и строительные битумы, смазочные масла. Предприятие входит в холдинг ПАО «НК «Роснефть».
На юго-западе области располагается комплекс по производству строительных материалов — Серебрянский цементный завод холдинга БазэлЦемент и Михайловский цементный завод группы Евроцемент. В Скопине открыт Скопинский стекольный завод и гончарный заводы. В области налажено производство и переработка кожи, цветная (Касимов, Рязань и Скопин) и порошковая металлургия, производство химических волокон.
Основной объём произведённой и отгруженной продукции промышленности обеспечен предприятиями обрабатывающих производств (81 %) и предприятиями производства и распределения электроэнергии, газа и воды (18 %). Удельный вес добычи полезных ископаемых составляет 1 % от общего объёма промышленной продукции области.
В области выпускают автомобильные узлы и агрегаты (Скопинский и Рязанский автоагрегатные заводы), радиоэлектронику (Рязанский радиозавод, завод счётно-аналитических машин, завод «Красное знамя»), металлорежущие станки (Рязанский станкостроительный завод). Завод «Торфмаш» выпускает коммунальную и торфоуборочную технику, «Тяжпрессмаш» — кузнечно-прессовое оборудование. Предприятия по производству автофургонов, бортов, автоприцепов и эвакуаторов: «Центртранстехмаш», «Меткомплекс», «Веста»; газовое оборудование — «Газкомплектсервис», системы вентиляции — «Эра».

### Энергетика
По состоянию на начало 2021 года, на территории Рязанской области эксплуатировались 6 тепловых электростанций общей мощностью 3715,2 МВт. В 2020 году они произвели 4247 млн кВт·ч электроэнергии
На территории области действуют несколько электростанций. Крупнейшие — Рязанская ГРЭС (2710 МВт) и ГРЭС-24 (420 МВт) в городе Новомичуринск (обе входят в ОГК-2), Ново-Рязанская (400 МВт) и Дягилевская (110 МВт) теплоэлектроцентрали входят в холдинг «Квадра» и располагаются в городе Рязань. Присутствует малая генерация в виде двух газотурбинных электростанций в Сасове и Касимове мощностью по 18 МВт каждая. Суммарная мощность электростанций области — 3,676 ГВт.
Общая производительность котельных установок 4800 Гкал/час, в т.ч. в Рязани 108 котельных общей тепловой производительностью 310 Гкал/ч (2005).
В 2006 году выработано 12,6 млрд кВт/часов электроэнергии (внутреннее потребление около 5 млрд кВт/часов), и отпущено 10 млн. Гкал тепловой энергии.

### Сельское хозяйство
Агропромышленный комплекс области включает в себя 315 сельхозпредприятий различных форм собственности, 2538 фермерских хозяйств, более 200 предприятий пищевой и перерабатывающей промышленности. Всего в комплексе занято более 32 тыс. человек.

#### Животноводство
Ведущая отрасль сельского хозяйства — животноводство молочно-мясного направления. Разводят крупный рогатый скот, свиней, птицу, овец. Племенное коневодство (2 конезавода).
В 2021 году в хозяйствах всех категорий надоено 557,5 тысячи тонн сырого молока, что на 8,3% больше, чем в 2020 году, и является максимальным результатом за последние 25 лет. Наибольшие объёмы сырого молока произведены в сельскохозяйственных организациях Рязанского, Шацкого, Рыбновского, Пителинского, Александро-Невского и Касимовского районов. Средний надой от одной коровы в 2021 году составил 8541 кг, что на 576 кг больше, чем годом ранее. Лидерами среди районов являются: Пителинский – 10 913 кг на корову, Чучковский – 10 484 кг, Шацкий – 10 229 кг, Касимовский – 9 588 кг и Пронский – 9 097 кг. Средний надой от одной коровы в Рязанской области на 16% превышает среднероссийский уровень и на 8% превышает средний надой по ЦФО. При этом растёт не только количество, но и качество молока. За 7 лет в Рязанской области реализовано 27 инвестиционных проектов по строительству животноводческих комплексов на сумму почти 15 млрд рублей и общим количеством дойного стада более 26 тысяч голов. Строительство новых ферм позволило увеличить производство молока в Рязанской области за 7 лет (с 2014 по 2021 годы) более чем в 1,5 раза – на 53%.
На 1 апреля 2022 года в хозяйствах всех категорий насчитывалось 171.730 голов крупного рогатого скота (+0,6 %), в том числе 71.497 коров (+0,6 %), 334.421 голов свиней (+35,3 %), 46.064 овец и коз (-3,9 %).
Племенная база области в молочном скотоводстве представлена 15 хозяйствами: 4 племенных завода и 11 племрепродукторов. Породный состав крупного рогатого скота в племенных хозяйствах представлен в основном двумя породами – чёрно-пёстрой и голштинской. Все животные являются чистопородными и относятся к классу элита рекорд и элита. Во всех племенных хозяйствах используется автоматизированный зоотехнический учёт - программа АРМ «Селэкс». Поголовье крупного рогатого скота молочного направления в племенных хозяйствах на 01.01.2020 года насчитывает 49 тысяч голов, в том числе 21 тысяча коров, таким образом, удельный вес племенного молочного скота составляет – 35,2 %.
Мясное скотоводство развивающаяся отрасль и представлена:
- ООО СХП «Молоко-Тырново» Пронского района – выращивание абердин-ангусской породы.
- ООО «Инвест-Агро» Рыбновского района – выращивание калмыцкой породы крупного рогатого скота.
- КФХ Изекеев Е.А. (Рыбновский район)- выращивание казахской белоголовой породы крупного рогатого скота.

АО «Рязанский свинокомплекс» и ООО «Вердазернопродукт» являются племенными хозяйствами: первый по крупной белой породе свиней, второй по породе ландрас. Осуществляют реализацию племенных и гибридных свинок F1 до 1000 голов ежеквартально, биопродукцию от высокопродуктивных хряков-производителей.
Основным предприятием по производству куриного яйца является АО «Окское» Рязанского района, где за 2019 год произведено 894,2 млн. куриных яиц – 92,2 % от общего производства яиц в области.
Растениеводство
В области выращивают ячмень, пшеницу, рожь, овёс, кормовые культуры, сахарную свёклу, фрукты и ягоды.
Рязанская область лидирует в России по урожайности гречихи, с показателем 12,9 ц/га уступая лишь Омской области.
В 2020 году урожай зерновых культур без кукурузы на 6 ноября составляет 2 млн 745 тыс. тонн. Кукуруза на зерно убрана с 68% площадей, получено 120 тыс. тонн зерна. На 6 ноября получено 82,9 тыс. тонн соевых бобов. Урожай зерна 2020 года стал рекордным за всю историю области.
В 2021 году в Рязанской области предстоит убрать зерновые культуры на площади 673 тыс. гектаров, плюс 24,9 тыс. гектаров – кукуруза на зерно. Это максимальная площадь в регионе за более чем 20 лет. Площади зерновых, включая кукурузу на зерно, больше прошлогодних на 16,7 тысяч гектаров. В 2020 году в Рязанской области получен рекордный урожай зерна за всю историю – 2,9 миллиона тон н.
Общий земельный фонд сельхозпредприятий, организаций и граждан, занимающихся сельскохозяйственным производством, составляет 2556,2 тыс. га, из которых сельхозугодия занимают 2328,5 тыс. га, пашня — 1470,6 тыс. га, кормовые угодья — 813,5 тыс. га.
Садоводство
Рязань известна своими яблоками, такими как Антоновка, Богатырь и другими зимними сортами яблок. В период СССР в каждом районе Рязанской области выращивались яблоки, причём в большинстве районов этим занимались, как минимум, два садоводческих хозяйства. Фрукты, овощи, ягоды шли в основном на Москву и на Урал.
По состоянию на 01.01.2019 года площадь многолетних насаждений в садоводческих хозяйствах области составляет 1620,3 га, в том числе: 
- семечковых садов – 1361,5 га, из них 419 га плодоносящих и 232 га – молодых
- ягодников – 258,8 га, из них 222,3 га в плодоносящем возрасте и 36,5 га – молодых.

Основная доля плодов и ягод приходится на хозяйства населения, где производится 82,9 % от всего валового сбора. В 2018 году валовый сбор плодов и ягод во всех категориях хозяйств составил 20,6 тыс. тонн, в том числе в сельскохозяйственных организациях 2,4 тыс. тонн.
В области произведено:
| Наименование продукции            | 2006   | 2008   | 2010  | 2011  |
| --------------------------------- | ------ | ------ | ----- | ----- |
| Молоко, тыс. т.                   | 386,4  | 377,8  | 284,6 | 293,7 |
| Мясо, тыс. т.                     | 77,6   | 71,6   | 56,3  | 54,3  |
| Яйца, млн шт.                     | 372,4  | 444,8  | 562,1 | 604,3 |
| Зерно, тыс. т.                    | 1006,5 | > 1500 | 689,3 | 999,2 |
| Сахарная свёкла, тыс. т.          | 401,3  | 350,4  | 212,6 | 648,5 |
| Картофель, тыс. т.                | 808,9  | 383,6  | 29,3  | 113,0 |
| Овощи, тыс. т.                    | -      | 120,5  | -     | -     |
| Кукуруза (зелёная масса), тыс. т. | -      | -      | 344,6 | 855,6 |

| тыс. гектар | 1938 | 1687 | 1407,3 | 994,2 | 808,2 | 771,1 | 858,8 |

### Полезные ископаемые
Область располагается в пределах подмосковного угольного бассейна. На территории области распространён бурый уголь (чёрный лигнит) и торф, стекольные и строительные пески, тугоплавкие (огнеупорные) и легкоплавкие глины, а также нерудные ресурсы.

## Транспорт

### Автомобильный
По территории проходят две автомобильные дороги федерального значения: автомагистрали М5 «Урал» и М6 «Каспий». Кроме того, особое значение имеют автодорога Р105 Москва — Касимов и направление Нижний Новгород — Муром — Касимов — Тамбов (автодороги Р124, Р125 и A143). В 1960 году было построено Большое рязанское кольцо — автомагистраль, соединившая районные центры области. Общая протяжённость автомобильных дорог в Рязанской области составляет 8316 км, в том числе: муниципальных и ведомственных — 620 км; общего пользования — 7696 км. Основные автомобильные узлы — Рязань, Михайлов Шацк, Касимов.

### Железнодорожный

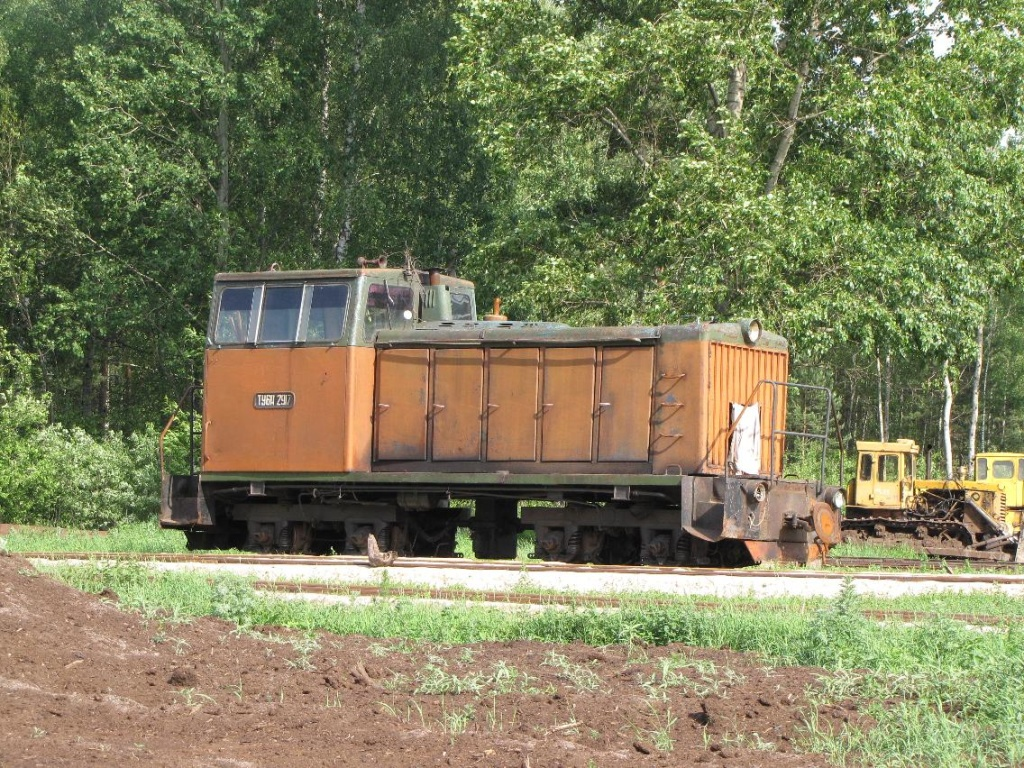
Тепловоз ТУ6А — № 2917, УЖД Солотчинского т/пр

Через регион проходят два важнейших железнодорожных пути: «историческое» направление Транссибирской магистрали и две основных линии на Кавказские железные дороги (через Павелец и через Ряжск). Кроме того, важны однопутный тепловозный участок Тула — Ряжск — Пенза и электрифицированная линия Рыбное — Узуново. Кроме Шилово, Сасово и Рязани, расположенных на Транссибе, выход на магистраль по однопутной линии имеет и город Касимов. Посёлок Тума имеет выход на южное направление Транссиба и прямое сообщение с Владимиром.
Действует три локомотивных депо — Рязань, Рыбное и Тумская. Всего на территории области находятся 40 железнодорожных вокзалов и 30 крупных железнодорожных станций, в т.ч. крупнейшая нефтеналивная станция в Стенькино-2, с погрузкой свыше 600 цистерн в сутки, 2 терминала по переработке крупнотоннажных контейнеров.
Фирменный поезд Рязанской области — экспресс «Сергей Есенин» — курсирует ежедневно между Рязанью и Москвой.
В области работают две узкоколейные железные дороги — Мещёрского и Солотчинского торфодобывающих предприятий, некогда являющиеся частью исторической Рязанско-Владимирской узкоколейной железной дороги.

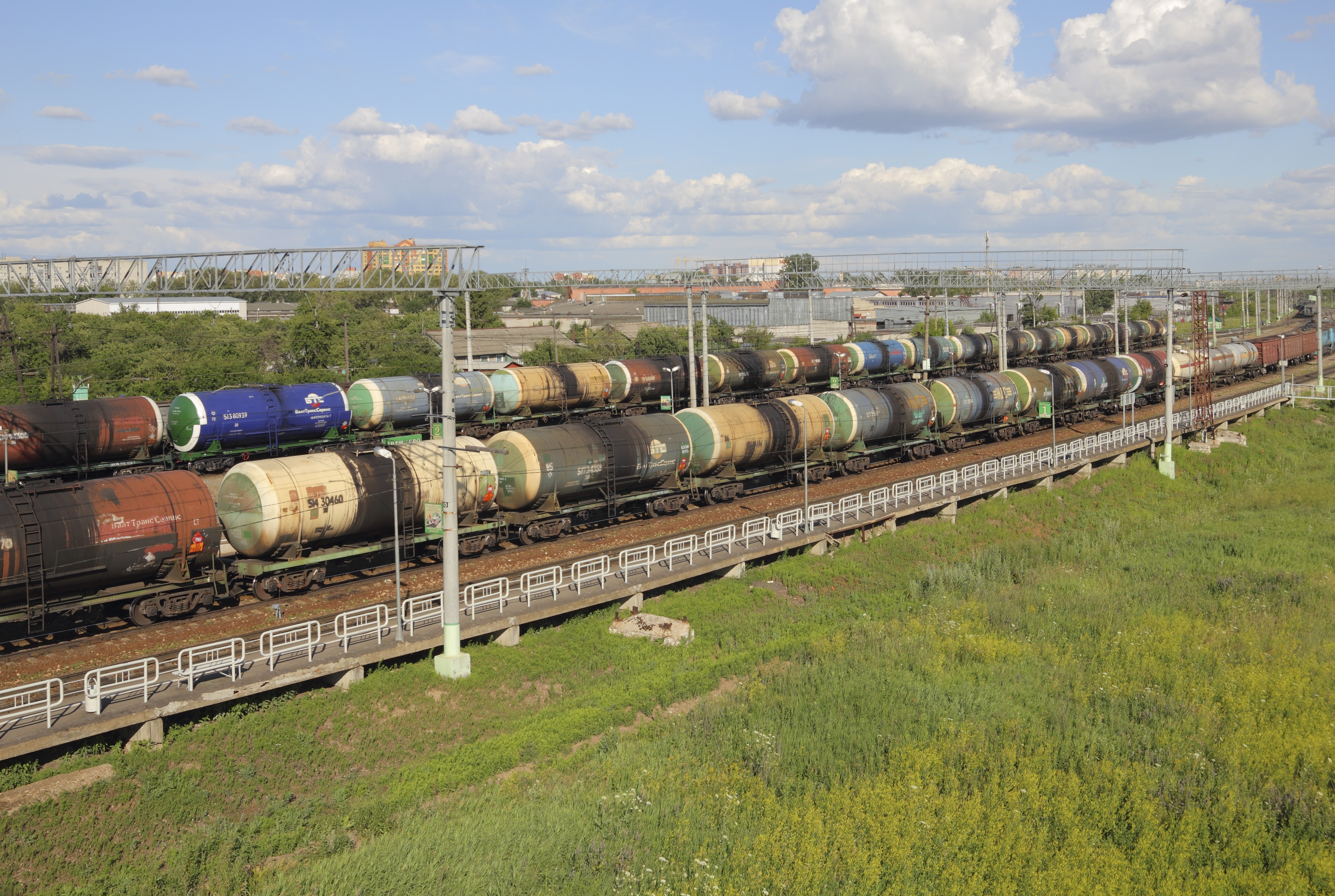
Грузовые поезда на станции Дягилево

Протяжённость железных дорог (на 1 января 2009) — 1514 км, из них общего пользования — 978 км, и 536 км подъездных путей.

### Воздушный
Основная воздушная гавань области — военно-транспортный аэродром Дягилево в Рязани. Второй аэродром города — Турлатово сегодня используется малой авиацией. В Сасово располагается лётное училище гражданской авиации с собственным аэродромом.

### Водный
Осуществляется судоходство по Оке с оборудованными портами в Рязани и Касимове. В перечень внутренних водных путей России также включены несколько озёр-стариц с выходом в Оку. Протяжённость внутренних водных путей (на 1 января 2009) — 729 км.

### Энерготранспорт
По территории региона проходят нефтепроводы, питающие сибирской и волжской нефтью Московский и Рязанский НПЗ. Объём перекачки превышает 20 млн т/год ОАО АК «Транснефть».
Через регион проходят магистральные газопроводы «Нижняя Тура — Пермь — Горький — Центр» (компрессорная станция Тума), «Торбеево — Тула» (участок газопровода «Ямбург — Тула» с компрессорными станциями Путятинская и Павелецкая), «Алгасово — Воскресенск» (участок газопровода «Средняя Азия — Центр» с компрессорной станцией Истье) и исторический газопровод Саратов — Москва. В регионе два подземных хранилища природного газа: крупнейшее в Европе активным объёмом в 8,5 млрд м³ «Касимовское» (около села Телебукино Касимовского района) в Даньковском поднятии и опытное «Увязовское» (Шиловский район) в Гремячевском поднятии Окско-Цнинского вала. За год по трубам перемещается более 24 млрд м³ газа ОАО «Газпром».
Через область проложен нефтепродуктопровод Кстовский НПЗ — Рязанский НПЗ — Стальной Конь (Орловская область) перекачивающий топливо в Беларусь, Украину и на экспорт через прибалтийские порты. Продуктопровод имеет два ответвления: отвод на московский кольцевой нефтепродуктопровод, питающий в том числе и московские аэродромы, и примыкающий от Московского НПЗ трубопровод, переправляющий дизельное топливо на экспорт. Объём перекачки нефтепродуктов через регион превышает 5 млн т/год. ОАО «Транснефтепродукт».
Действует дальнемагистральная ЛЭП 2х500 кВ «Москва—Волжская ГЭС» (линия связывает энергосистемы центра, нижнего Поволжья и юга), к ней через основную подстанцию региона «Михайловская» примыкает ЛЭП от Смоленской АЭС. ОАО «ФСК ЕЭС».
В 2006 году по внутренним электросетям переброшено около 5 млрд кВт•ч/год, по магистральным линиям в единую систему отправлено около 7,5 млрд кВт•ч/год.
Валовое производство продукции сельского хозяйства:
| Год       | 2006     | 2007     | 2008     | 2009     | 2010     | 2011     | 2012   | 2013   |
| Млн. руб. | 19 199,8 | 18 862,0 | 26 506,2 | 27 233,2 | 26 773,7 | 34 897,3 | 36 200 | 38 700 |

## Здравоохранение
Регион отличается крайне низким уровнем заработной платы работников здравоохранения, на что обратил внимание премьер-министр В. В. Путин с беседе с губернатором области. О. И. Ковалёв был вынужден признать, что уровень зарплаты медиков в Рязанской области является «позорно низким».
О состоянии здравоохранения можно судить, в частности, по уровню младенческой смертности, которая остаётся выше среднего показателя по Центральному федеральному округу (ЦФО). В 2012 г. этот показатель составлял в Рязанской области 9,8 (число детей, умерших в возрасте до 1 года, на 1000 родившихся живыми). В среднем по ЦФО он составлял в 2012 г. 7,8 (в среднем по России — 8,6). Из 18 регионов ЦФО хуже данные были только в Орловской и Калужской областях (Федеральная служба государственной статистики). По сравнению с данными 2011 г., регион переместился с 12 места на 16-е (негативная динамика). По уровню младенческой смертности Рязанская область приближается к регионам Сибири и Дальнего Востока, где высокая смертность обусловлена сложными климатическими условиями и слабым развитием инфраструктуры здравоохранения на малообжитых территориях. По предварительным данным за январь-ноябрь 2013 г. младенческая смертность в Рязанской области снизилась (8,8), но она всё равно оказалась заметно ниже среднероссийского показателя (8,2) и по ЦФО (7,6). На этот раз Рязанская область опередила в ЦФО только Тверскую, Калужскую и Костромскую области, разделив вместе со Смоленской областью 14-15 место.

## Образование, наука и культура
Основные образовательные учреждения области готовят специалистов в области педагогики, экономики и права, государственного управления, культуры и искусства, радиотехнической, архитектурно-строительной, машиностроительной, транспортной, сельскохозяйственной и медицинской отраслей народного хозяйства, а также общевойсковых и десантных военных специалистов, военных и гражданских лётчиков, полицейских. При университетах открыты бизнес-инкубаторы и конструкторские бюро. На территории области действуют 31 среднее специальное учебное заведение.
Научные исследования ведутся в области радиотехники, медицины и сельского хозяйства.
Основные научные организации:
- Государственный Рязанский приборный завод
- НИИ газоразрядных приборов «Плазма»
- ОКБ «Спектр» при радиотехнической академии Рязани
- НИИ «Рассвет» — филиал НИИ радиостроения ЗАО «ОКБ завода „Красное Знамя“»
- КБ «Глобус»
- Научно-техническое акционерное предприятие «Нефтехиммашсистемы»
- Научно-исследовательский технологический институт
- Рязанский проектно-технологический институт
- ВНИИ Коневодства в посёлке Дивово
- НИИ Пчеловодства в городе Рыбное
- ВНИИ Механизации агрохимического и материально-технического обеспечения сельского хозяйства
- ВНИИиПИ по технологии и экономике хранения, транспортировки и механизации внесения в почву минеральных удобрений

## Религиозные организации

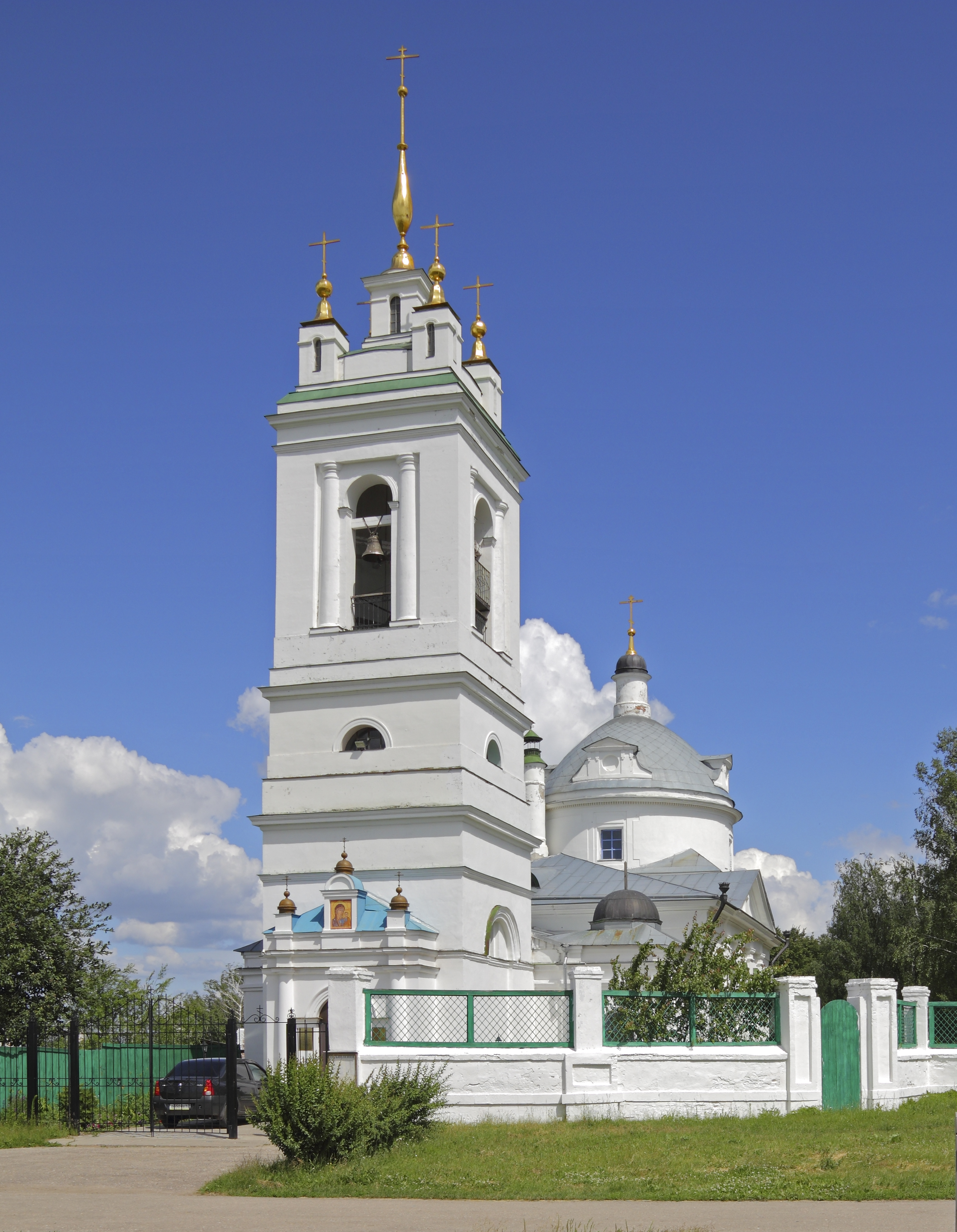
Казанская церковь в селе Константиново

На 1 июня 2005 года в Рязанской области зарегистрировано и действует 348 религиозных организаций. 311 принадлежит Рязанской митрополии Русской Православной церкви. Среди монастырей можно выделить Вышенский Успенский, Солотчинский Рождества Богородицы и Пощуповский Иоанно-Богословский монастыри.
В Рязанской области действуют приходы католической церкви, религиозная организация Армянской апостольской церкви, 6 организаций евангельских христиан-баптистов, 6 организаций евангельских христиан, 5 организаций адвентистов Седьмого Дня, 2 организации христиан веры евангельской — пятидесятников, 4 еврейские религиозные организации, 6 мусульманские организации, среди них Централизованная религиозная организация мусульман «Мухтасибат Рязанской области», 1 языческая организация и 2 прихода Православной Старообрядческой Церкви.

## Достопримечательности и рекреация

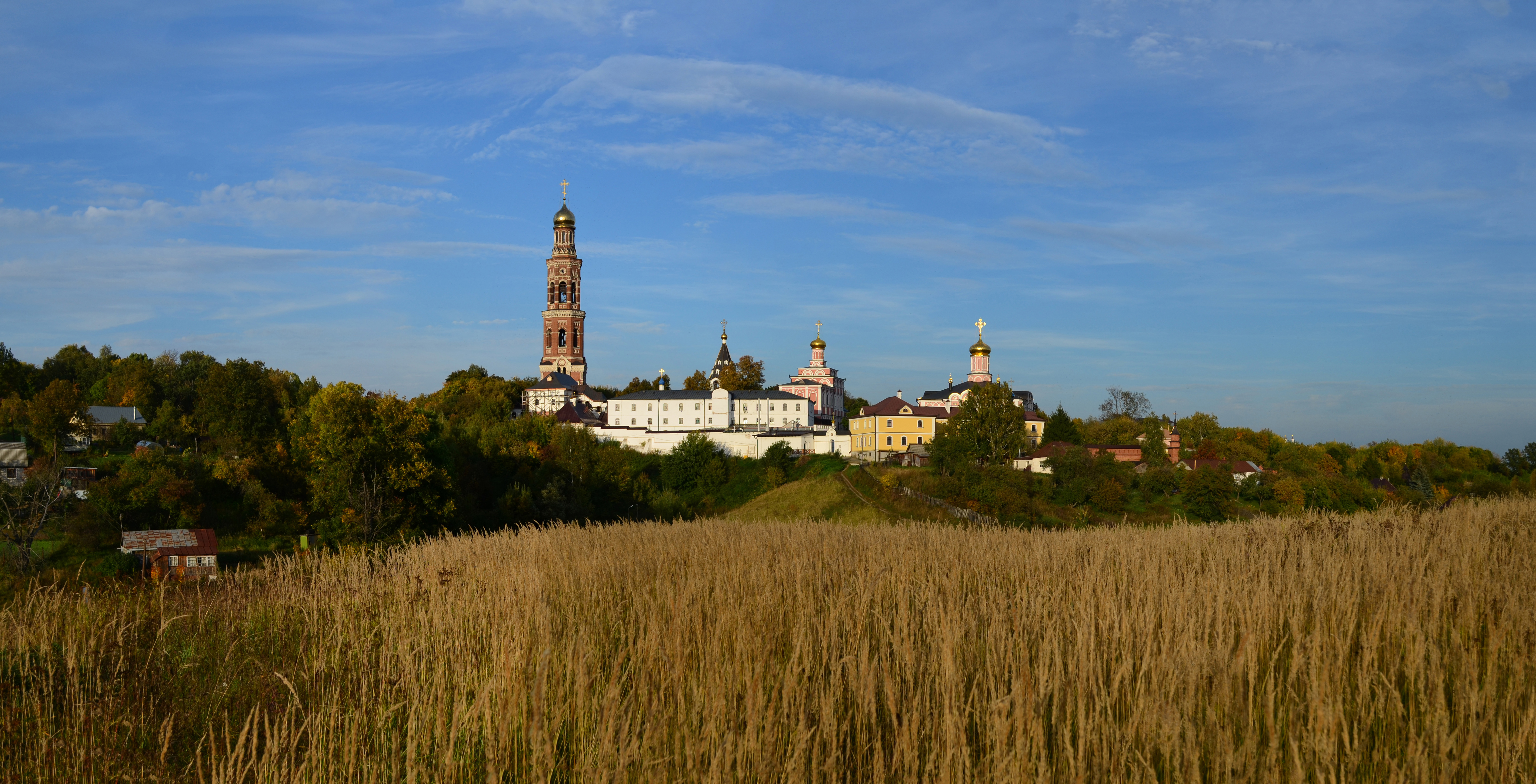
Иоанно-Богословский монастырь в селе Пощупово.

В области насчитывают до 1200 памятников архитектуры и свыше 2200 памятников археологии. Среди них:
- Государственный историко-архитектурный музей-заповедник «Рязанский Кремль»
- Музей-заповедник Сергея Есенина в селе Константиново Рыбновского района
- Неподалёку от города Спасск-Рязанский находится древнерусское городище Старая Рязань
- Мещёрский национальный парк
- В нижнем течении Пры, на территории Спасского района расположен Окский биосферный государственный заповедник
- В городе Рязани расположен климатический курорт Солотча, на территории которого располагаются санатории, детские лагеря и базы отдыха
- Ерлинский дендропарк в Кораблинском районе, где работает первый дендрарий С. Н. Худекова, автора аналогичного парка в Сочи
- Близ села Михеи в Сапожковском районе находится источник минеральной воды и месторождение лечебных грязей
- Рязанский государственный областной художественный музей имени И. П. Пожалостина
- Музей-усадьба академика И. П. Павлова
- Музей истории молодёжного движения
- Музей истории воздушно-десантных войск
- Рязанский музей Дальней авиации
- Дом-музей Пироговых в селе Новосёлки Рыбновского района
- Музей К. Э. Циолковского в селе Ижевское Спасского района
- Музей А. С. Новикова-Прибоя в селе Матвеевское Сасовского района
- В селе Пощупово Рыбновского района на правом берегу Оки находится Иоанно-Богословский Пощуповский монастырь.
- В городе Касимове Ханская мечеть с минаретом 1476 года постройки.

В декабре 2018 года 17 исторических объектов области, сохранившихся в первозданном виде до наших дней, были включены в перечень культурного наследия региона. Одиннадцать из них являются частью промышленно-усадебного комплекса Фон-Дервиз в селе Кирицы. В список также попали усадьба крупного торговца Кастрова в Касимове, корпус Архиерейского дома конца XVII века, расположенный на территории Кремля и здание Скопинской женской прогимназии конца XIX-начала XX века. Также к культурному наследию эксперты отнесли несколько жилых домов Рязани и Скопина.

## Спорт
Крупнейший стадион области — «ЦСК» в центральном спортивном комплексе Рязани вмещает 25 000 зрителей. Футбольный клуб «Рязань» выступает во втором дивизионе, зона «Центр».
Базой хоккейного клуба «Рязань», выступающего в высшей хоккейной лиге является ледовый дворец спорта «Олимпийский». Дворец в составе одноимённого спортивного комплекса способен трансформироваться в выставочную, концертную или спортивную площадку.
Волейбольный клуб «Рязань» выступает в чемпионате России по волейболу среди женских команд, Высшая лига, Группа Б. В сезоне 2013—2014 гг. занял 5 место среди 24 команд.
В посёлке Сынтул Касимовского района находится федеральная спортивная база олимпийского резерва по гребному спорту.
Рязанская область вместе с Московской областью (позднее Москвой) и Пермским краем является центром развития женского футбола. Женский футбольный клуб «Рязань-ВДВ» стал трёхкратным чемпионом России по Футболу по итогам сезона 2013 года, завоевав право участвовать в Лиге чемпионов УЕФА среди женских команд.
В 2010—2011 году 28 рязанских спортсменов входили в состав сборных команд России по олимпийским видам спорта, в том числе:
- Волейбол: Анисимова Александра;
- Гребля на байдарках и каноэ: Липкин Николай, Гудимов Дмитрий, Кононюк Артём, Ерлинеков Роман, Зверев Герман, Батманов Алексей, Плаксин Олег, Шипилов Сергей;
- Дзюдо: Волков Андрей, Пуляев Михаил, Нифонтов Иван, Савельев Дмитрий;
- Конный спорт: Высоцкая Евгения, Борисов Александр, Мартьянова Наталья;
- Лёгкая атлетика: Мелешина-Симагина Ирина, Колдин Юрий, Быкова Мария, Звуков Андрей;
- плавание: Белякина Дарья, Назарова Ирина;
- Тхэквондо: Рогов Алексей;
- Греко-римская борьба: Чернов Евгений, Иванов Николай;
- Художественная гимнастика: Луконина Яна, Королёва Дарья, Казакова Светлана, Луцкевич Максим

## Нумизматика
- 7 сентября 2020 года Банк России выпустил в обращение памятную монету из недрагоценного металла номиналом 10 рублей «Рязанская область» серии «Российская Федерация»[48].

## Известные люди
См. также Категория:Родившиеся в Рязанской области
С Рязанской областью связаны имена многих, известных всему миру, деятелей науки и культуры.
Здесь жили и работали Сергей Есенин, Михаил Салтыков-Щедрин, Константин Паустовский, Иван Мичурин, Константин Циолковский (родился в селе Ижевское), Иван Павлов и многие другие.
- Агапкин, Василий Иванович (1884—1964; род. в д. Шанчерово Михайловского уезда) — русский советский военный дирижёр и композитор. Наиболее известен как автор марша «Прощание славянки». Полковник Советской армии.
- Аладинский, Владимир Иванович (1901—1971) — советский военный деятель, Генерал-лейтенант авиации (1944 год).
- Александров, Александр Васильевич (1883—1946; род. в с. Плахино Захаровского района) — композитор, хоровой дирижёр, народный артист СССР (1937), автор музыки гимна России и песни «Священная война».
- Асташкин, Михаил Егорович (1908—1941) (в с. Нащи, ныне Сасовского района), Герой Советского Союза.
- Балашов, Владимир Павлович (род. в с. Ижевское Спасского района) — советский киноактёр.
- Бирюзов, Сергей Семёнович (1904—1964; род. в г. Скопин) — маршал Советского Союза.
- Бияков, Сергей Тимофеевич (1900—1981) — советский военный деятель, Генерал-майор (1942 год).
- Борисов, Фёдор Захарович (1901—1988) — советский военный деятель, Генерал-майор (1941 год).
- Буняшин, Павел Иванович (1902—1983) — советский военный деятель, Генерал-майор (1943 год).
- Буробкин Иван Никифорович (1936—2009) — учёный в области экономики, организации и управления агропромышленного комплекса; доктор экономических наук (1987), профессор (1987), член-корреспондент РАСХН (1997); Заслуженный деятель науки Российской Федерации (1997).
- Варфоломеев, Дмитрий Фёдорович (1918—1992), химик-технолог. Доктор технических наук (1975), профессор (1981). Заслуженный деятель науки и техники РСФСР (1981) и Башкирской АССР (1967).
- Голованов, Григорий Васильевич (1901—1979) — советский военный деятель, Генерал-майор (1943 год).
- Головнин, Василий Михайлович (8 [19] апреля 1776; род. в с. Гулынки) — русский мореплаватель и путешественник, вице-адмирал; член-корреспондент Петербургской Академии наук (1818), кавалер ордена Святого Георгия IV класса за выслугу лет.
- Грязнова Мария Петровна (род. в 1965 г. Любовниково, Касимовский район) — заслуженный повар Рязанской области.
- Зубков, Валентин Иванович (1923—1979; род. в с. Песочное) — советский актёр, Заслуженный артист РСФСР.
- Епихин, Александр Юрьевич (1961; род. с. Ибредь Шиловский район) — доктор юридических наук, профессор.
- Кузьмин, Аполлон Григорьевич (1928—2004; род. с. Высокие Поляны Пителинский район) — доктор исторических наук, профессор МПГУ.
- Молодов, Анатолий Васильевич (род. 1929, с. Любовниково, Касимовский район) — народный артист СССР (1988), дирижёр хора.
- Новиков, Анатолий Григорьевич (1896—1984; род. в г. Скопин) — композитор, народный артист СССР (1970), автор песен «Дороги», «Смуглянка» и других.
- Новиков, Борис Кузьмич (1925—1997; род. в г. Ряжск) — советский актёр театра и кино, Заслуженный артист РСФСР, Народный артист РФ.
- Орлов, Василий Александрович (1896—1974; род. в г. Скопин) — актёр, режиссёр театра и кино, народный артист СССР (1960).
- Птица, Клавдий Борисович (1911—1983; род. в г. Пронске) — хоровой дирижёр, народный артист СССР (1966).
- Скобелев, Михаил Дмитриевич (1843—1882; род. в г. Скопин) — генерал от инфантерии.
- Ханаев, Никандр Сергеевич (1890—1974; род. в с. Песочня) — оперный певец, народный артист СССР (1951).
- Уткин, Владимир Фёдорович (1923—2000; род. в с. Пустобор Касимовского района) — учёный и конструктор в области ракетно-космической техники.
- Фатюшин, Александр Константинович (1951—2003; род. в г. Рязани — заслуженный артист РСФСР.
- Циолковский, Константин Эдуардович — основоположник мировой космонавтики.

Уроженцами рязанской земли являются 500 георгиевских кавалеров, 300 Героев Советского Союза и Героев России, 42 полных кавалера ордена Славы.
- Герои Советского Союза
- Герои Российской Федерации
- Герои Социалистического Труда